# Clemente Manoel de Almeida
Clemente Manoel de Almeida (Borda da Mata, 2 de dezembro de 1951), conhecido somente pelo seu primeiro nome Clemente, é um político e bacharel em Direito brasileiro.
Formado FADIPA-Jundiaí, foi integrante do extinto MDB, atual PMDB, passou pelo PSDB (quando deputado), retornou ao PMDB,depois retornou ao PSDB e atualmente está no PODE.

## Biografia
Foi prefeito por três vezes em Várzea Paulista. Teve seu primeiro mandato como vereador, logo após foi eleito presidente da Câmara e, na próxima eleição, já disputava para prefeito. Ganhou com a maioria dos votos, mais de 70% dos válidos, e entregou a prefeitura para ser deputado estadual. Ganhou a eleição do legislativo estadual com votos de sua cidade e região; voltou anos depois, tentando a cadeira de prefeito, e foi muito bem recebido no ano de 1997, ano em que assumiu a prefeitura em seu segundo mandato como prefeito, também marcando cifras acima dos 70% dos votos da cidade. Reeleito em 2001, deixou a prefeitura no ano de 2004, quando seu candidato a sucessão perdeu a eleição para Eduardo Tadeu Pereira, do PT. Candidatou-se novamente a prefeitura de Várzea em 2018, porém sua candidatura foi indeferida pelo TRE por improbidade administrativa.

### Desempenho em Eleições
| Ano  | Eleição                      | Partido | Candidato a       | Votos       | Porcentagem | Resultado  |
| ---- | ---------------------------- | ------- | ----------------- | ----------- | ----------- | ---------- |
| 1976 | Municipal de Várzea Paulista | MDB     | Vereador          | 248         | 3,77%       | Eleito     |
| 1982 | Municipal de Várzea Paulista | PMDB    | Prefeito          | 7.037 (1°)  | 44,80%      | Eleito     |
| 1990 | Estadual de São Paulo        | PSDB    | Deputado Estadual | 36.599      | 0,21%       | Eleito     |
| 1992 | Municipal de Jundiaí         | PMDB    | Prefeito          | 34.211 (2°) | 20,31%      | Não Eleito |
| 1996 | Municipal de Várzea Paulista | PMDB    | Prefeito          | 24.821 (1°) | 55,81%      | Eleito     |
| 2000 | Municipal de Várzea Paulista | PMDB    | Prefeito          | 25.740 (1°) | 55,88%      | Eleito     |
| 2012 | Municipal de Várzea Paulista | PSDB    | Prefeito          | 0           | 0%          | Indeferido |